# 488 př. n. l.

## Hlava státu
- Perská říše – Dareios I. (522–486 př. n. l.)
- Egypt – Dareios I. (522–486 př. n. l.)
- Sparta – Leónidás I. (490–480 př. n. l.) a Leótychidás II. (491–469 př. n. l.)
- Athény – Aristides (489 – 488 př. n. l.) » Anchises (488 – 487 př. n. l.)
- Makedonie – Alexandr I. (498–454 př. n. l.)
- Římská republika – konzulé Sp. Nautius Rutilus a Sex. Furius (488 př. n. l.)
- Syrakusy – Gelo (491–478 př. n. l.)
- Kartágo – Hamilcar I. (510–480 př. n. l.)